# Aleksandar Džombić
Aleksandar Džombić (cyr. Александар Џомбић, ur. 29 kwietnia 1968 w Banja Luce lub Čelinacu) – polityk i ekonomista bośniacki narodowości serbskiej, premier Republiki Serbskiej od 29 grudnia 2010 do 12 marca 2013.
Ukończył ekonomię na Uniwersytecie w Banja Luce. Pracował później w administracji lokalnej, a następnie jako referent, menedżer projektów i dyrektor wykonawczy w bośniackich bankach. Od 28 lutego 2006 do 29 grudnia 2010 kierował resortem finansów. Następnie po wygranych wyborach z 2010 objął fotel premiera, jednocześnie pozostając ministrem finansów. W 2013 zastąpiła go Željka Cvijanović.
Jest żonaty, ma jedno dziecko.